# Pardosa strena
Pardosa strena là một loài nhện trong họ Lycosidae.
Loài này thuộc chi Pardosa. Pardosa strena được Yu & Da-xiang Song miêu tả năm 1988.